# Servet Çetin
Servet Çetin [servet četyn] (* 17. března 1981) je turecký fotbalový obránce a reprezentant ázerbájdžánského původu. V současnosti hraje v tureckém klubu Mersin İdmanyurdu SK. Účastník EURA 2008 v Rakousku a Švýcarsku, kde získal bronzovou medaili za třetí místo. Celkem odehrál za tureckou reprezentaci 59 zápasů a dal tři góly.

## Reprezentační kariéra
Hrál v tureckých mládežnických reprezentacích do 17, 18 a 21 let. V A-týmu Turecka debutoval 30. 4. 2003 v přátelském utkání s Českem (prohra 0:4).

### Reprezentační zápasy a góly
Zápasy Serveta Çetina v A-mužstvu turecké reprezentace
| Rok    | Zápasy | Góly |
| ------ | ------ | ---- |
| 2003   | 4      | 0    |
| 2004   | 5      | 0    |
| 2006   | 7      | 0    |
| 2007   | 10     | 1    |
| 2008   | 11     | 0    |
| 2009   | 6      | 2    |
| 2010   | 10     | 0    |
| 2011   | 6      | 0    |
| Celkem | 59     | 3    |

Góly Serveta Çetina v A-mužstvu turecké reprezentace
| Gól | Datum        | Stadion                               | Soupeř   | Skóre | Výsledek | Soutěž                   |
| --- | ------------ | ------------------------------------- | -------- | ----- | -------- | ------------------------ |
| 010 | 8. 9. 2007   | Národní stadion Ta' Qali, Malta       | Malta    | 02:20 | 2:2      | kvalifikace na EURO 2008 |
| 02  | 12. 8. 2009  | Stadion Vladimíra Lobanovského, Kyjev | Ukrajina | 00:20 | 0:3      | přátelské utkání         |
| 03  | 14. 10. 2009 | Bursa Atatürk Stadium, Bursa,         | Arménie  | 02:00 | 2:0      | kvalifikace na MS 2010   |